# Cabelo grisalho

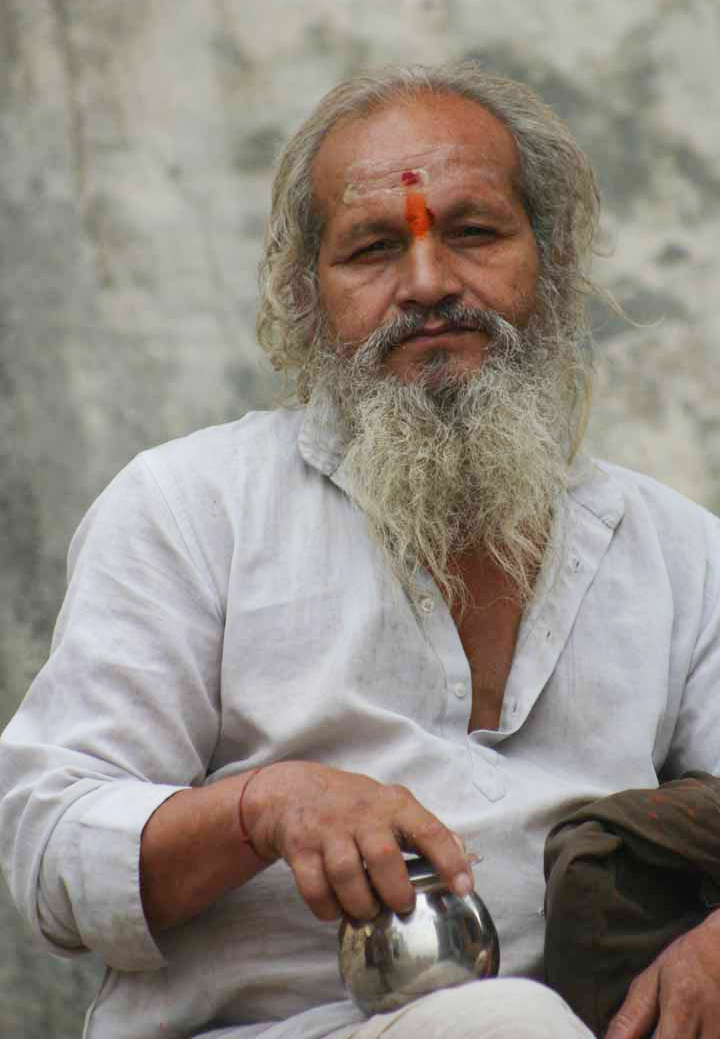
Homem com cabelos grisalhos

O cabelo grisalho é caracterizado pela ausência de cor nos cabelos. No âmbito mais comum está associado ao envelhecimento humano, principalmente a partir dos 30 anos de idade. Nos albinos os cabelos são brancos desde o nascimento, albinismo capilar, fenómeno também conhecido como Sálbinismo. Algumas doenças como o vitiligo podem ocasionar a perda da coloração do cabelo prematuramente, outros exemplos incluem papeira radioativa.

## Influência do envelhecimento na cor dos cabelos
A mudança de coloração dos cabelos ocorre naturalmente com o envelhecimento de forma usualmente gradativa: inicialmente surgem os primeiros fios brancos que vão dando a coloração grisalha em quem tem cabelos de tons escuros; com o avanço da idade mais fios de cabelo vão se tornando brancos, podendo afetar todos os fios. Aos 40 anos de idade aproximadamente 40% das pessoas possuem fios brancos de cabelo. Essa característica do envelhecimento é chamada de acromotriquia e também é observada em outros animais tais como equinos, cães e gatos.

## Influência de fatores genéticos
Existem alguns fatores genéticos associados aos cabelos brancos. No albinismo as pessoas já nascem com cabelos brancos, pois o organismo é incapaz de produzir a melanina; sendo que são conhecidas algumas variações de natureza genética do albinismo: a OCA 1, OCA 1B, OCA 2, OCA 2 e AO. Também existem casos de pessoas que nascem com cabelos grisalhos onde estuda-se a origem genética dessa característica.

## Influência de outras causas
O vitiligo também pode ocasionar cabelos brancos quando a região do couro cabeludo é afetado, e por hora ainda não se sabe as verdadeiras causas do vitiligo. Vários estudos buscam estabelecer uma causa para o aparecimento prematuro de cabelhos brancos associando sua ocorrência prematura ao consumo de tabaco e deficiências nutricionais na alimentação. Um estudo recente aponta que o aparecimento de cabelos brancos está associado a uma concentração maior de peróxido de hidrogênio nos folículos capilares, abrindo novas perspectivas de tratamento.